# Jeremy Northam

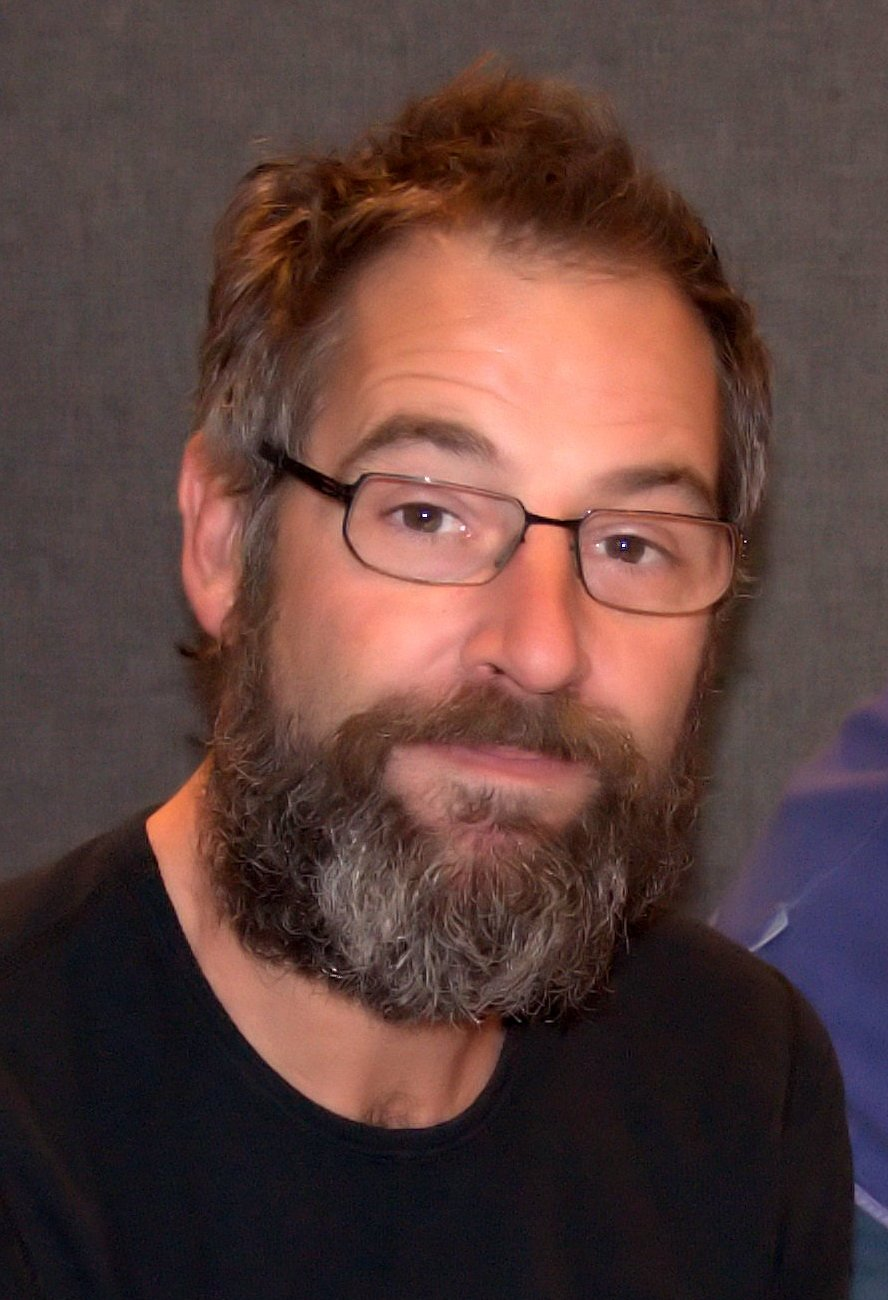
Jeremy Northam (2010)

Jeremy Philip Northam (* 1. Dezember 1961 in Cambridge, England) ist ein britischer Schauspieler.

## Kurzbiografie
Jeremy Northam kam 1961 als Kind zweier Cambridge-Professoren auf die Welt. Sein Vater gilt als etablierter Ibsen-Übersetzer. 1972 zog die Familie nach Bristol. Northam studierte Englische Sprache und Literatur an der London University, an der er seinen Abschluss machte. Seine ersten Schauspielerfahrungen sammelte er an der Bristol Old Vic Theatre School, später hatte er großen Erfolg auf Londons Bühnen. Sein Durchbruch gelang ihm, als er für seinen Schauspielkollegen Daniel Day-Lewis als Hamlet einsprang. Erste Fernsehrollen hatte er in Suspicion (1987) und Journey’s End (1988). Aufmerksamkeit erregte er erstmals in einer Verfilmung des Emily-Brontë-Klassikers Stürmische Leidenschaft (Wuthering Heights), wo er neben Juliette Binoche und Ralph Fiennes spielte.
1990 wurde Northam als herausragender Newcomer mit dem Laurence Olivier Award ausgezeichnet. Mitte der 1990er Jahre begann er, auch Filme in Los Angeles zu drehen. Sein Hollywood-Debüt war die Rolle des Jack Devlin in Das Netz mit Sandra Bullock. Ab dem Jahr 2007 verkörperte er die Figur des Thomas Morus in der preisgekrönten Serie Die Tudors. Northam spielt weiterhin im Theater, von Februar bis Juli 2012 war er als Richard Greatham in der Londoner Bühnenversion des Stücks Hay Fever von Noël Coward zu sehen.

## Filmografie (Auswahl)
- 1992: Stürmische Leidenschaft (Wuthering Heights)
- 1993: Agatha Christie’s Poirot – Auch Pünktlichkeit kann töten (Dead Man’s Mirror, Fernsehfilm)
- 1994: Eine unerhörte Affaire (A Village Affair)
- 1995: Carrington
- 1995: Das Netz (The Net)
- 1995: Stimmen aus der Schattenwelt (Voices)
- 1996: Emma
- 1997: Amistad
- 1997: Mimic – Angriff der Killerinsekten (Mimic)
- 1998: The Tribe
- 1999: Ein perfekter Ehemann (An Ideal Husband)
- 1999: Gloria
- 1999: Happy, Texas
- 1999: The Winslow Boy
- 2000: Die goldene Schale (The Golden Bowl)
- 2001: Enigma – Das Geheimnis
- 2001: Gosford Park
- 2002: Besessen (Possession)
- 2002: Cypher
- 2003: The Singing Detective
- 2003: The Statement
- 2004: Bobby Jones – Die Golflegende (Bobby Jones: Stroke of Genius)
- 2005: A Cock and Bull Story
- 2007: Invasion (The Invasion)
- 2007: Die Tudors (The Tudors, Fernsehserie)
- 2008: Dean Spanley
- 2008: Miss Pettigrews großer Tag (Miss Pettigrew Lives for a Day)
- 2009: Creation
- 2010: Miami Medical (Fernsehserie, 13 Episoden)
- 2012: White Heat (Fernsehserie, 6 Episoden)
- 2014: New Worlds – Aufbruch nach Amerika (New Worlds, Miniserie, 4 Episoden)
- 2015: Eye in the Sky
- 2015: Die Poesie des Unendlichen (The Man Who Knew Infinity)
- 2016: Verräter wie wir (Our Kind of Traitor)
- 2016–2017: The Crown (Fernsehserie, 11 Episoden)
- 2023: Freud – Jenseits des Glaubens (Freud’s Last Session)

## Auszeichnungen
- Critics’ Choice Movie Award Bestes Ensemble (Gosford Park)
- Florida Film Critics Circle Award Bestes Ensemble (Gosford Park)
- Online Film Critics Society Award Bestes Ensemble (Gosford Park)
- Special Achievement Award Bestes Ensemble (Gosford Park)
- Screen Actors Guild Award Bestes Ensemble (Gosford Park)
- Nominierung: Phoenix Film Critics Society Award Bestes Ensemble (Gosford Park)